# Диброва (Стрыйский район)
Диброва (укр. Діброва) — село в Стрыйской городской общине Стрыйского района Львовской области Украины.
Население по переписи 2001 года составляло 71 человек. Почтовый индекс — 82404. Телефонный код — 3245.